# 袁曉園
袁曉園（1901年6月25日—2003年11月17日），本名行潔，別名曉園，晚號吐絲園主、偏不老，女，江苏武进人，中国外交官，中國第一位女外交官暨女稅務官；曾參予中國文字改革，提出漢字現代化方案，創立「袁氏拼音漢字字母」，但與現今廣泛使用的『漢語拼音』并無關聯。

## 生平

### 出生及門第
袁曉園於清光緒二十七年陰曆五月初十日（1901年6月25日）出生於陝西省同州府大荔縣，為家中長女，幼名荔官。

### 家中求學及成長
雖然袁曉園在此一書香氣息濃厚的家庭教育之下，自小就能吟詩詞、習書畫，可以說是鋒芒初露的一位才女，但是在當時深受儒家理學及封建禮教影響極深的「女子無才便是德」觀念的家庭裡認為：女孩子只需要認識一些字就好，對於學問則應敬而遠之，於是乎，家中所請的私塾教師就只有向她的兩位弟弟授課而已，依照當時的常理來說，袁曉園是不能接觸這些課程的，只能獨守深閨之中深居簡出，長與女紅刺繡相伴而已。
但是個性爽朗又兼才氣逼人的袁曉園哪裡肯就此屈服？於是在她叛逆且不服輸的性格以及好奇心的驅使之下，她就開始在她弟弟們上課的時候，偷偷在窗戶外偷聽上課的內容，並開始了她的「偷學」生涯。或許就因為她是旁聽生使然，她學的比她的兩位弟弟更勤奮，課業也更加優秀。若是她的兩位弟弟逃課出門玩，她就幫弟弟們寫作業；弟弟們回來時她就充當助教，將教師上課講義的內容不厭其煩地再講解給弟妹們聽；而當時鄰居家中也有請教師教授英文，她也跑去聽課，就這樣袁曉園的學問知識也一日復一日的豐富起來。之後當袁曉園回憶此一兒時舊事時，還幽默地自稱為「揩油學生」。
當然，在袁曉園身體力行的帶動之下，她的妹妹們也走上了「女兒當自強」的道路。後來台灣言情小說女作家瓊瑤就是其大伯袁勵楨之三女袁行恕之女兒；其四妹袁行莊也與鄭直合著長篇小說《新兒女英雄傳》，對於1950～60年代當時滿懷熱血的青年人士更是具有其一定的影響力。

### 接受新知與第一次婚姻
1919年，此時辛亥革命剛過未久、第一次世界大戰亦才在1918年11月結束，而五四運動亦由此年開始興起並且蓬勃發展，袁曉園亦因為父親在外面交際的親朋好友處得知外面大時代的訊息，此時此刻外面的一切對於滿18歲的袁曉園來說除了充滿了事物的新奇、沸騰的熱血、報國的壯志之外，更代表著家國與個人的渺茫前途。
當然，曉園的父親一方面也感受到時代巨輪的劇烈轉動，另一方面亦覺得曉園去偷聽鄰家小孩上英文課，總是會有一知半解的壞效果存在。於是他答應曉園，找一位接受過新知識的家庭教師來教授英文。而這位家庭教師對袁曉園最大的人生影響，就是為她介紹一位男友，亦是她的第一任丈夫：張鑄。
張鑄，字鼎九，安徽省鳳陽府天長縣人。曾經因為他在天長縣出生，且家中總排行第九，清帝認為有「天長地久」的吉祥含義，所以特別欽點他為舉人。他乃是北京大學畢業，為礦冶專業人士，當時他正在河南焦作煤礦工作。
袁曉園經由其家庭教師介紹並認識張鑄後，便大為動心，再加上曉園的父母對張鑄亦很滿意，於是他們倆在1921年時正式結婚。不久之後，就隨其丈夫返回焦作煤礦，展開了兩人的新生活。

### 家庭劇變與內心苦悶
但是沒過多久，曉園婚後幸福的生活突然遭遇到重大的打擊，原因是張鑄被發現罹患了肺結核症狀，必須長期休養。於是，在曉園夫婦兩人思慮再三之後，決定辭去工作，到北京進行休養。並在丈夫於北京休養期間，進入國立北京藝術專門學校研習；在張鑄病情略為好轉之後，就回到丈夫老家繼續修養，而曉園自己亦由國立北京藝術專門學校轉學至上海美術專科學校，並拜在劉海粟老師門下繼續深造。
曉園這時感到極為苦悶，因為其一：張鑄所罹患的肺結核乃是慢性重症，要想痊癒非得長期治療，養護身體不可。可是如此一來，就需要龐大的醫療費用。其二：家庭的一切生活開銷亦因為丈夫的重病無法上班，沒有收入而陷入困境。其三：曉園本身上學所需的學費，也是一筆費用。再加上曉園素懷大志，上這學亦非心中所願。

### 家境好轉與再遭打擊
就在如此困難的時刻，終於有了三件好消息出現：
其一是她報名參加在南京的江蘇省農礦廳秘書招考已經錄取，並且正式上班。
其二是在經過一陣子的長期療養之後，張鑄的身體也逐步好轉（雖然只是暫時的），爾後在曉園於農礦廳認識的朋友，丘譽的介紹之下擔任農礦廳礦業科長一職；但可惜只做了半年，又因為肺結核發作，開始吐血而不得不辭職，再次回家鄉療養。
其三是在民國17年（公元1928年）時，曉園於北京進修時的恩師林風眠到上海開畫展，她也隨展幾幅畫作，結果她的作品受到好評，亦賣出了幾幅畫作。此事不僅對曉園當時的生活困境有一定的緩解，更為她往後的創作生涯更多地添加了幾份自信心。
但是好景不長。就在家庭境況好轉之際，曉園卻又接到醫師告知張鑄的肺結核病症已經是末期症狀，無法復原的噩耗。此時的曉園不禁悲從中來、心力交瘁，但是她的朋友們卻也無法勸慰她。剛好當時曉園的三弟袁行義於中法大學附屬高級中學畢業，正要前往法國里昂分部留學，於是在她的朋友丘譽、陳誠、以及她的直屬長官農礦廳長何玉書的勸說之下，決定到法國留學。

### 籌措留學費用
雖然說曉園已經決定去法國留學，但是當時的交通並不像現代如此發達，要進出國外一定得靠輪船。可是曉園她在農礦廳任職的薪資除了家中生活費用、以及丈夫張鑄的醫療費用外，已無其他餘額去購買船票。另外，國外留學的學費、宿舍租金、吃穿用度等問題，也是曉園所要煩惱的問題。
剛好在1929年時，當時原本擔任中央研究院天文研究所秘書代所長的高魯奉令改任為中華民國駐法國公使，並且正要從上海登船赴任。於是曉園立即趕去求見高魯，並且自薦擔任他的機要秘書；一開始高魯還不肯答應，但是在曉園的再三請求、以及高魯本身有些文書工作也需要找一位有秘書工作經驗之人幫助之下，高魯才答應曉園擔任他的機要秘書並帶她赴法國任職兼留學，但是“赴法費用，一切自理”。於是曉園除了開始向她的親朋好友籌措盤纏之外，亦全數變賣了她之前為了張鑄的醫療費用而早已變賣得剩下為數不多的金銀首飾，但曉園考慮到赴法國之後尚需省吃儉用才能在留學時不歟吃穿，她只買下四等艙的船票；一切都處理完畢後，才在父親與好友的送行下，依依不捨地搭船離開上海，前往法國馬賽港。

### 留學法國途中
在曉園所乘坐的郵輪上，除了曉園和高魯公使外，船上還有一群中國留學生。這群留學生分為兩部份：一部份是私人出國去留學的自費留學生，以袁曉園為代表性人物；另一方面則是由黃埔軍校畢業，由校方資助出國深造的公費留學生，以鄧文儀為代表。
當時在輪船上，曉園除了幫高魯處理公文外，亦利用空餘時間和另外幾位留學生向另一位留學生馮正忠學習法文（馮正忠之妻子為法國人，所以其法文已有一定基礎）。而曉園亦利用學習法文的機會，也認識了一群好友，其中就包括了日後曉園的第二任丈夫：葉南。
葉南，字北平，江蘇省蘇州府吳縣人。其父親葉楚傖乃是中國國民黨革命元老之一，葉南是家中長子。當時葉楚傖正在擔任江蘇省政府委員兼任建設廳廳長，對於曉園的家庭遭遇及她本人的才華亦有所知悉，於是即交代葉南在去法國的路途上多所照料。而葉南也的確確實遵奉父命，照顧曉園「極為用心」，只要曉園出現在甲板上或其他公眾場合，葉南總是寸步不離曉園左右。但是由於葉南太過於熱心照顧曉園，再加上當時的中國能夠出國留學的女性實在太少，更加上曉園亦是一位才貌皆俱的大家閨秀，幾乎可以說是「保育類稀有動物」。因而對於其他一起由黃埔軍校畢業的公費留學生來說感到很不是滋味，亦曾經警告葉南不要與曉園太過接近。不過葉南毫不卻步，依舊照自己的方式照顧曉園。漸漸地，連曉園自己也感覺到不對勁，發覺葉南對她的照顧實在太過熱情，曉園當時考慮到一來自己是有夫之婦，若與葉南過從甚密，恐怕會引起他人誤會；二來葉南是到法國聖西爾軍校來公費留學的，不能讓葉南為了自己而荒廢學業。於是當輪船抵達馬賽港時，曉園立刻請馮正忠幫忙她先行在巴黎馮正忠的住所臨時居住，並且一切行止都不曾讓葉南知道。

### 留學生涯
曾任中國駐印度加爾各答領事館副領事，但因主張國共合作而與國民黨決裂，並前往美國發展，後進入聯合國秘書處工作。1972年成為第一批從美國進入大陸的華僑訪問團成員之一，並在1985年放棄美國國籍，返回中國。

## 家族
曾祖父袁績懋，字厚安。為道光二十七年一甲第二名進士（榜眼），曾歷任翰林院編修、刑部主事、福建省候補道臺署理延建紹道，後因太平天國之亂，死守順昌縣城，於咸豐八年九月十二日（公元1858年10月18日）城池陷落而死於軍陣之中；被清廷追贈福建按察使銜，世襲騎都尉，入祀京師及陣亡地方昭忠祠，常州府、順昌縣兩城奉特旨建專祠祭祀，諡號文節。曾祖母左錫璇，字芙江，又字小桐、芸娟，出身陽湖左氏。亦是一位文學才女，其作品現存有《碧梧紅蕉吟館詩草偶存》2卷、《碧梧紅蕉吟館詩餘偶存》1卷傳世。
曾外祖父曾詠是清朝進士，曾歷任江蘇省常州府武進縣知縣、江西省吉安府知府，後卒於江西鄙陽任所，被清廷追贈太僕寺卿銜。曾外祖母左錫嘉，字婉芬，又字小雲、冰如、韻卿、浣芬，出身陽湖左氏，亦是才女，與左錫璇為姐妹。
祖父袁學昌為光緒五年舉人，曾歷任安徽省滁州府全椒縣知縣、湖南提法使；祖母曾懿，字伯淵，又字朗秋，為婆婆左錫璇妹左錫嘉之次女，清末中醫暨詩人，著有叢書《古歡室醫書三種》（內含〈醫學篇〉8卷、〈女學篇〉、〈中饋錄〉各1卷）、《古歡室詩詞集》（內有詩3卷、詞1卷）傳世。
二伯父袁勵準為晚清翰林，光緒二十四年進士，曾歷任入值南書房，醇親王載灃之子溥儀之師、京師大學堂（現今之北京大學）提調、清室遜位後任清史舘編修及輔仁大學教授，為清末民初書畫家及收藏家。
父親袁勵衡為銀行家，乃是交通銀行創辦人之一暨首任行長。
由上述家庭成員可知：袁曉園的家庭乃是一累世書香、仕宦子弟之門第，可說是一個詩禮傳家的家庭。

### 袁家家系譜（以袁曉園家系為主）
- 袁績懋==左錫璇
  - 袁學灝==莊芷卿（左錫璇大姐左婉洵之女）
  - 袁毓卿==金士麟
  - 袁學昌==曾懿（左錫璇六妹左錫嘉之次女）
    - 袁勵楨
      - 袁行允
      - 袁行恕（女）==陳鈞（字致平）
        - 陳喆（女、即瓊瑤）==平鑫濤
          - 陳中維[4]

        - 陳珏
        - 陳兆勝（又名「懷谷」）
        - 陳錦春（女）==陳壯飛

      - 袁行和
        - 袁堅

      - 袁行正（女）==董霖
        - 董韶天
        - 董韶雄
        - 董韶華（女）

    - 袁勵準
      - 袁行寬
      - 袁行廙
      - 袁昉（女，字敏宣，世称“袁二小姐”。曲家。）

    - 袁勵杰
      - 袁行虹（女）
      - 袁行霈

    - 袁勵衡==張芷（曾懿之妹曾彥與張祥齡次女，字仲芬。）
      - 袁行潔（女、後改名「曉園」）==葉南[5]
        - 葉彰民
        - 葉玲玲（女）

      - 袁行德（女）
      - 袁行義
        - 袁保蓉（女）
        - 袁保元
        - 袁保瑞

      - 袁行慈（女、後改名「行毅」）==吳綬之[6]
        - 袁小毅（女）
        - 吳慶玲（女）

      - 袁行莊（女、即袁靜）
      - 袁行簡
      - 袁行素（後改名「行知」）
      - 袁行嘉（女、側室李氏所生）
      - 袁行榘（女、側室李氏所生。「榘」音、義同「矩」字。）==程樹禮
      - 袁行遠（側室李氏所生）

    - 袁勵賢
      - 袁行勳（女、即袁彬）==劉國瑞
      - 袁行雲==查良敏（其堂弟為查良鏞）

    - 袁勵修（側室所生）
      - 袁行廉（女）==馮正忠

    - 袁勵宸
    - 袁勵翼（側室所生）
    - 袁勵翥（側室所生）
    - 袁勵長（側室所生）